# Nia Griffith
Nia Rhiannon Griffith, née le 4 décembre 1956 à Dublin, est une femme politique travailliste galloise qui est ministre du Commerce international du cabinet fantôme depuis 2021. 
Elle sert dans le cabinet fantôme de Jeremy Corbyn en tant que secrétaire d’État fantôme pour le Pays de Galles de 2015 à 2016 et Secrétaire d'État à la Défense du cabinet fantôme de 2016 à 2020. Elle est députée pour Llanelli depuis 2005. Elle est nommée sous-secrétaire d’État au Pays de Galles en 2024.  

## Jeunesse et carrière
Elle est née à Dublin, République d'Irlande, le 4 décembre 1956. Sa famille vient de villages miniers près de Neath, dans le sud du Galles du Sud. Son père est le professeur Thomas Gwynfor Griffith; sa mère le Dr Rhiannon Howell. 
Elle fait ses études au Newland High School for Girls (maintenant appelé Newland School for Girls) à Kingston upon Hull et Somerville College, Oxford, où elle obtient un diplôme de première classe en langues modernes en 1979. Après Oxford, elle suit une formation d'enseignante (PGCE) à l'Université de Bangor. 
Griffith devient professeur à la Queen Elizabeth Cambria School de Carmarthen puis à la Comprehensive School de Gowerton, près de Swansea. Elle est membre du NUT. Avant d'entrer au Parlement, elle est conseillère pédagogique et inspectrice des écoles d'Estyn (l'équivalent gallois d'Ofsted) depuis 1992. Immédiatement avant de devenir députée, elle est chef des langues à la Morriston Comprehensive School, Swansea. Elle parle cinq langues: anglais, gallois, italien, français et espagnol et a écrit un livre sur l'enseignement des langues. 
Elle est membre fondateur d'une organisation locale d'aide aux femmes et membre du Syndicat national des enseignants et du Syndicat des travailleurs d'atelier, de distribution et connexes,. 
Griffith rejoint le Parti travailliste en 1981 et occupe de nombreux postes de responsabilité au sein du parti, notamment celui de secrétaire du Parti travailliste du comté de Carmarthenshire. Elle est élue conseillère du conseil municipal de Carmarthen en 1987, est shérif en 1997 et maire adjointe en 1998.

## Carrière parlementaire
Elle est sélectionnée pour se présenter au siège gallois de Llanelli pour le Labour aux élections générales de 2005 sur une liste restreinte de femmes après la retraite de Denzil Davies. Elle remporte le siège avec une majorité de 7 234 voix. Elle prononce son premier discours le 19 mai 2005. Elle est PPS de Harriet Harman en sa qualité de ministre des Femmes et de l'Égalité avant les élections générales de 2010. 
Griffith est réélue en 2010 avec une majorité réduite de 2 533 voix. En octobre 2010, elle est devenue ministre fantôme des affaires, de l'innovation et des compétences jusqu'en octobre 2011, date à laquelle elle est devenue ministre fantôme du pays de Galles. Le 13 septembre 2015, elle est devenue secrétaire d'État fantôme du Pays de Galles. Elle démissionne de ce poste le 27 juin 2016 à la suite d'une série d'autres démissions du Cabinet fantôme de Jeremy Corbyn mais est nommée Secrétaire de la Défense fantôme quatre mois plus tard. Elle soutient Owen Smith dans la tentative ratée de remplacer Jeremy Corbyn aux élections à la direction du Parti travailliste (Royaume-Uni) en 2016. 
Griffith est réélue aux Élections générales britanniques de 2019. 
Le 6 avril 2020, elle est nommée par Keir Starmer au poste de secrétaire d'État fantôme pour le Pays de Galles, l'une des rares députés du cabinet fantôme de Jeremy Corbyn à continuer de siéger. Elle devient sous-secrétaire d’État au Pays de Galles en juillet 2024, dans le gouvernement Starmer.

## Vie privée
Griffith est divorcée, son ancien mari est travailleur social,. Dans une séance photo pour The Independent en février 2016, Griffith s'est présentée comme lesbienne, commentant que sa sexualité est connue de ses amis, de sa famille et de ses collègues depuis le milieu des années 1990 . Elle est nommée sur la liste Pinc 2017 des principales personnalités LGBT galloises.